# Marta G. Franco
Marta G. Franco es una periodista y activista española.

## Biografía
Se define como habitante de Internet desde 1999.Pasó por Indymedia, varios hackmeetings y hacklabs en centros sociales okupados y un intento de red social libre llamada Lorea/N-1. Participó activamente en el 15M.Coordinó la sección de tecnología del periódico Diagonal. Y fue mediadora en el centro de cultura digital Medialab-Prado.
Durante el gobierno municipal de Manuela Carmena, se encargó de las redes sociales del Ayuntamiento de Madrid, y de la comunicación política.
Con su labor de activista y profesional trata de que Internet siga siendo un lugar habitable y trabaja con organizaciones sociales, casi siempre con el colectivo de investigación y estrategia digital Laintersección.Para ella es importante la memoria histórica colectiva sobre Internet: que fue fruto de financiación pública, de la comunidad científica, del activismo de base y de la colaboración de miles de personas en muchos lugares. Y exigir a los gobiernos que inviertan en infraestructuras digitales públicas y software libre.
En 2024 publicó el libro Las redes son nuestras, donde describe el proceso que transformó el agitado microuniverso instalado en internet en un mero eslabón del paisaje capitalista. 

## Obra
- Las redes son nuestras. Una historia popular de internet y un mapa para volver a habitarla (Consonni, 2024)